# The Guardian Brothers
Pour plus de détails, voir Fiche technique et Distribution.
The Guardian Brothers (ou Little Door Gods ; en chinois : 小门神) est un film d'animation comédie/fantastique chinois de 2015 réalisé et écrit par Gary Wang, produit par Light Chaser Animation Studios et distribué par Alibaba Pictures.

## Synopsis
Il y a une crise dans le monde des esprits chinois : les humains ne croient plus aux dieux ! Un Dieu de porte, confronté au chômage, s'aventure dans le monde humain pour prouver sa valeur, conduisant à des rencontres inattendues et des transformations pour les humains et les esprits.

## Fiche technique
- Titre original : The Guardian Brothers
- Titre chinois : 小门神
- Réalisation : Gary Wang
- Sociétés de production : Light Chaser Animation Studio
- Distribution : Alibaba Pictures
- Pays :  Chine
- Dates de sortie : Chine : 1er janvier 2016

## Distribution

### Voix originales
- Dan Fogler : Shen Tu
- Edward Norton : Yu Lei
- Bella Thorne : Raindrop « Rain »
- Nicole Kidman : Luli
- Mel Brooks : Mr. Rogman
- Meryl Streep : The Narrator
- Steve French : Dean/Colossus
- Cristina Pucelli : Bloom (Huaxia)

### Voix françaises
- Damien Boisseau : Yu Lei
- Danièle Douet : Luli
- Alice Orsat : Raindrop « Rain »
- Frédérique Tirmont : La narratrice
- Michel Elias : Colossus/Tony